# Ganeas (Talaga)
Ganeas is een bestuurslaag in het regentschap Majalengka van de provincie West-Java, Indonesië. Ganeas telt 1850 inwoners (volkstelling 2010).